# Verein für Leibesübungen Wolfsburg 2020-2021 (femminile)
Questa voce raccoglie le informazioni riguardanti la squadra femminile del Verein für Leibesübungen Wolfsburg nelle competizioni ufficiali della stagione 2020-2021.

## Divise e sponsor
Le tenute di gioco sono le stesse del Wolfsburg maschile. Il main sponsor era l'azienda proprietaria della società, la casa automobilistica Volkswagen tramite l'iconico marchio VW stampato sulla parte anteriore della maglietta, mentre quello tecnico, fornitore delle tenute di gioco, era Nike.
| Casa | Trasferta | Terza divisa |

## Organigramma societario
Area tecnica
- Allenatore: Stephan Lerch
- Vice allenatore: Ariane Hingst
- Vice allenatore: Theresa Merk
- Preparatore dei portieri: Frank Pichatzek, Patrick Platins

## Rosa
Rosa, ruoli e numeri di maglia come da sito ufficiale, aggiornata al 15 novembre 2020.
| N. |                        | Ruolo | Calciatrice          |
| -- | ---------------------- | ----- | -------------------- |
| 1  | Germania (bandiera)    | P     | Almuth Schult        |
| 3  | Ungheria (bandiera)    | C     | Zsanett Jakabfi      |
| 4  | Germania (bandiera)    | D     | Kathrin Hendrich     |
| 5  | Germania (bandiera)    | D     | Lena Oberdorf        |
| 6  | Paesi Bassi (bandiera) | D     | Dominique Janssen    |
| 7  | Germania (bandiera)    | A     | Pauline Bremer       |
| 9  | Germania (bandiera)    | C     | Anna Blässe          |
| 10 | Germania (bandiera)    | A     | Svenja Huth          |
| 11 | Germania (bandiera)    | A     | Alexandra Popp       |
| 12 | Germania (bandiera)    | P     | Julia Kassen         |
| 13 | Germania (bandiera)    | D     | Felicitas Rauch      |
| 14 | Svezia (bandiera)      | C     | Fridolina Rolfö      |
| 15 | Norvegia (bandiera)    | C     | Ingrid Syrstad Engen |

| N. |                        | Ruolo | Calciatrice            |
| -- | ---------------------- | ----- | ---------------------- |
| 16 | Svezia (bandiera)      | A     | Rebecka Blomqvist      |
| 17 | Polonia (bandiera)     | A     | Ewa Pajor              |
| 18 | Norvegia (bandiera)    | A     | Karina Sævik           |
| 20 | Germania (bandiera)    | C     | Pia-Sophie Wolter      |
| 21 | Svizzera (bandiera)    | C     | Lara Dickenmann        |
| 22 | Paesi Bassi (bandiera) | A     | Shanice van de Sanden  |
| 23 | Germania (bandiera)    | D     | Sara Doorsoun          |
| 24 | Germania (bandiera)    | D     | Maria-Joelle Wedemeyer |
| 27 | Germania (bandiera)    | P     | Friederike Abt         |
| 28 | Germania (bandiera)    | C     | Lena Goeßling          |
| 30 | Germania (bandiera)    | C     | Lisanne Gräwe          |
| 31 | Germania (bandiera)    | C     | Lotta Cordes           |
| 77 | Polonia (bandiera)     | P     | Katarzyna Kiedrzynek   |

## Calciomercato

### Sessione estiva
| Acquisti | Acquisti              | Acquisti            | Acquisti   |
| R.       | Nome                  | da                  | Modalità   |
| -------- | --------------------- | ------------------- | ---------- |
| P        | Katarzyna Kiedrzynek  | Paris Saint-Germain | definitivo |
| C        | Kathrin Hendrich      | Bayern Monaco       | definitivo |
| C        | Lena Oberdorf         | SGS Essen           | definitivo |
| C        | Karina Sævik          | Paris Saint-Germain | definitivo |
| A        | Pauline Bremer        | Manchester City     | definitivo |
| A        | Shanice van de Sanden | Olympique Lione     | definitivo |

| Cessioni | Cessioni                 | Cessioni          | Cessioni    |
| R.       | Nome                     | a                 | Modalità    |
| -------- | ------------------------ | ----------------- | ----------- |
| P        | Jana Burmeister          | TSV Barmke        | definitivo  |
| P        | Hedvig Lindahl           | Atlético Madrid   | definitivo  |
| P        | Melina Loeck             | Kristianstads DFF | in prestito |
| D        | Noelle Maritz            | Arsenal           | definitivo  |
| C        | Sara Björk Gunnarsdóttir | Olympique Lione   | definitivo  |
| C        | Kristine Minde           | Rosenborg         | definitivo  |
| C        | Cláudia Neto             | Fiorentina        | definitivo  |
| A        | Pernille Harder          | Chelsea           | definitivo  |

### Sessione invernale
| Acquisti | Acquisti          | Acquisti             | Acquisti   |
| R.       | Nome              | da                   | Modalità   |
| -------- | ----------------- | -------------------- | ---------- |
| C        | Sofie Svava       | Rosengård            | definitivo |
| A        | Rebecka Blomqvist | Kopparbergs/Göteborg | definitivo |

| Cessioni | Cessioni     | Cessioni          | Cessioni   |
| R.       | Nome         | a                 | Modalità   |
| -------- | ------------ | ----------------- | ---------- |
| P        | Melina Loeck | Kristianstads DFF | definitivo |

## Risultati

### Frauen-Bundesliga

#### Girone di andata
| Arbitro: | Wildfeuer (Lubecca) |

|                                       |           |  |
| Oberdorf 16’, 83’ Goeßling 49’ (rig.) | Marcatori |  |

| Arbitro: | Wacker (Marbach am Neckar) |

|           |           |                                  |
| Billa 28’ | Marcatori | 12’, 44’, 53’ Jakabfi 45+2’ Popp |

| Arbitro: | Diekmann (Dortmund) |

|                      |           |  |
| Huth 26’ Janssen 69’ | Marcatori |  |

| Arbitro: | Derlin (Bad Schwartau) |

|  |           |                                                        |
|  | Marcatori | 4’ (rig.) Goeßling 15’ Bremer 53’ Rauch 64’ Dickenmann |

| Arbitro: | Kunkel (Amburgo) |

|                                              |           |  |
| Popp 25’, 67’ Bremer 45+1’ van de Sanden 87’ | Marcatori |  |

| Arbitro: | Heimann (Gladbeck) |

|               |           |             |
| Kayikçi 90+4’ | Marcatori | 70’ Jakabfi |

| Arbitro: | Weigelt (Lipsia) |

|                                                    |           |                          |
| Sævik 3’ Wolter 18’ Engen 42’ Huth 45’ Jakabfi 62’ | Marcatori | 60’ Baucom 72’ Zielinski |

| Arbitro: | Arlt (Münster) |

|  |           |                                                                   |
|  | Marcatori | 8’ Rauch 30’ (rig.) Goeßling 41’ Janssen 48’ Oberdorf 77’ Jakabfi |

| Arbitro: | Wacker (Marbach am Neckar) |

|                                                            |           |                     |
| Asseyi 26’ Hegering 43’ Beerensteyn 47’ Janssen 77’ (aut.) | Marcatori | 64’ (rig.) Goeßling |

| Arbitro: | Kunkel (Amburgo) |

|                                               |           |  |
| Wedemeyer 9’ Oberdorf 64’ Goeßling 75’ (rig.) | Marcatori |  |

| Arbitro: | Heidenreich (Sereetz) |

|             |           |                                                 |
| Lührßen 31’ | Marcatori | 17’, 22’ Jakabfi 70’, 73’ Oberdorf 81’ Doorsoun |

#### Girone di ritorno
| Arbitro: | Arlt (Münster) |

|  |           |                        |
|  | Marcatori | 12’ Wolter 57’ Jakabfi |

| Arbitro: | Hussein (Bad Harzburg) |

|          |           |  |
| Huth 55’ | Marcatori |  |

| Arbitro: | Duske (Leverkusen) |

|  |           |                                                     |
|  | Marcatori | 19’ Blomqvist 33’ Popp 66’ (rig.) Janssen 85’ Pajor |

| Arbitro: | Wildfeuer (Lubecca) |

|                        |           |  |
| Hendrich 20’ Rolfö 75’ | Marcatori |  |

| Arbitro: | Michel (Gau-Odernheim) |

|          |           |                                    |
| Loos 50’ | Marcatori | 26’ Blomqvist 28’ Sævik 65’ Wolter |

| Arbitro: | Duske (Leverkusen) |

|                        |           |                     |
| Pajor 8’, 24’ Huth 64’ | Marcatori | 2’ Memeti 75’ Minge |

| Arbitro: | Schwermer (Rieder) |

|  |           |                                               |
|  | Marcatori | 32’ Popp 49’ Oberdorf 60’ Blomqvist 67’ Rolfö |

| Arbitro: | Derlin (Bad Schwartau) |

|                                        |           |                       |
| Blomqvist 23’ Hendrich 31’ Jakabfi 57’ | Marcatori | 30’ Cerci 51’ Ehegötz |

| Arbitro: | Wildfeuer (Lubecca) |

|           |           |             |
| Pajor 81’ | Marcatori | 34’ Lohmann |

| Arbitro: | Wacker (Marbach am Neckar) |

|                            |           |                                        |
| Prašnikar 48’ Freigang 56’ | Marcatori | 1’ Rolfö 30’ Pajor 55’ (aut.) Pawollek |

| Arbitro: | Duske (Leverkusen) |

|                                                                                           |           |  |
| Wolter 2’ Wichmann 19’ (aut.) Pajor 23’, 25’, 68’ Engen 40’ Jakabfi 55’ van de Sanden 79’ | Marcatori |  |

### DFB-Pokal
| Arbitro: | Duske (Leverkusen) |

|  |           | |
|  | Marcatori | 1’, 24’, 28’, 51’ Jakabfi 11’, 67’, 81’ Oberdorf 38’ Sævik 48’ (rig.) Goeßling 61’ Rauch 80’ Wolter |

| Arbitro: | Derlin (Bad Schwartau) |

|                                           |           |            |
| Janssen 55’ Sævik 63’ van de Sanden 90+2’ | Marcatori | 27’ Baucom |

| Arbitro: | Kunkel (Amburgo) |

|                                                                              |           |  |
| Blomqvist 29’ Popp 30’, 74’ Oberdorf 40’ Huth 42’ Jaser 53’ (aut.) Pajor 82’ | Marcatori |  |

| Arbitro: | Kunkel (Amburgo) |

|                      |           |  |
| Popp 13’ Pajor 45+2’ | Marcatori |  |

| Arbitro: | Derlin (Bad Schwartau) |

|  |           |            |
|  | Marcatori | 118’ Pajor |

### UEFA Women's Champions League
| Arbitro: | Melis Özçiğdem |

|  |           |                                                   |
|  | Marcatori | 4’, 55’ Jakabfi 8’ Oberdorf 33’ Janssen 77’ Rauch |

| Arbitro: | Petra Pavlíková |

|                             |           |  |
| Rolfö 66’ van de Sanden 73’ | Marcatori |  |

| Arbitro: | Désirée Grundbacher |

|              |           |  |
| Popp 2’, 59’ | Marcatori |  |

| Arbitro: | Sandra Bastos |

|  |           |                                |
|  | Marcatori | 43’ Wolter 45+1’ Syrstad Engen |

| Arbitro: | Jana Adámková |

|                     |           |                    |
| Kerr 55’ Harder 66’ | Marcatori | 70’ (rig.) Janssen |

| Arbitro: | Anastasija Pustovojtova |

|  |           |                                      |
|  | Marcatori | 27’ (rig.) Harder 32’ Kerr 81’ Kirby |

## Statistiche

### Statistiche di squadra
| Competizione         | Punti | In casa | In casa | In casa | In casa | In casa | In casa | In trasferta | In trasferta | In trasferta | In trasferta | In trasferta | In trasferta | Totale | Totale | Totale | Totale | Totale | Totale | DR  |
| Competizione         | Punti | G       | V       | N       | P       | Gf      | Gs      | G            | V            | N            | P            | Gf           | Gs           | G      | V      | N      | P      | Gf     | Gs     | DR  |
| -------------------- | ----- | ------- | ------- | ------- | ------- | ------- | ------- | ------------ | ------------ | ------------ | ------------ | ------------ | ------------ | ------ | ------ | ------ | ------ | ------ | ------ | --- |
| Frauen-Bundesliga    | 59    | 11      | 10      | 1       | 0       | 35      | 7       | 11           | 9            | 1            | 1            | 36           | 10           | 22     | 19     | 2      | 1      | 71     | 17     | +54 |
| DFB-Pokal der Frauen | -     | 3       | 3       | 0       | 0       | 12      | 1       | 2            | 2            | 0            | 0            | 12           | 0            | 5      | 5      | 0      | 0      | 24     | 1      | +23 |
| Champions League     | -     | 3       | 2       | 0       | 1       | 4       | 3       | 3            | 2            | 0            | 1            | 8            | 2            | 6      | 4      | 0      | 2      | 12     | 5      | +7  |
| Totale               | -     | 17      | 15      | 1       | 1       | 51      | 11      | 16           | 13           | 1            | 2            | 56           | 12           | 33     | 28     | 2      | 3      | 107    | 23     | +84 |

### Andamento in campionato
| Giornata  | 1 | 2 | 3 | 4 | 5 | 6 | 7 | 8 | 9 | 10 | 11 | 12 | 13 | 14 | 15 | 16 | 17 | 18 | 19 | 20 | 21 | 22 |
| --------- | - | - | - | - | - | - | - | - | - | -- | -- | -- | -- | -- | -- | -- | -- | -- | -- | -- | -- | -- |
| Luogo     | C | T | C | T | C | T | C | T | T | C  | T  | T  | C  | T  | C  | T  | C  | T  | C  | C  | T  | C  |
| Risultato | V | V | V | V | V | V | V | V | P | V  | V  | V  | V  | V  | V  | V  | V  | V  | V  | N  | V  | V  |
| Posizione | 3 | 3 | 2 | 2 | 1 | 2 | 2 | 2 | 2 | 2  | 2  | 2  | 2  | 2  | 2  | 2  | 2  | 2  | 2  | 2  | 2  | 2  |

Legenda:

Luogo: C = Casa; T = Trasferta. Risultato: V = Vittoria; N = Pareggio; P = Sconfitta.

### Statistiche delle giocatrici
| Giocatore        | Frauen-Bundesliga | Frauen-Bundesliga | Frauen-Bundesliga | Frauen-Bundesliga | DFB-Pokal der Frauen | DFB-Pokal der Frauen | DFB-Pokal der Frauen | DFB-Pokal der Frauen | Champions League | Champions League | Champions League | Champions League | Totale   | Totale | Totale      | Totale     |
| Giocatore        | Presenze          | Reti              | Ammonizioni       | Espulsioni        | Presenze             | Reti                 | Ammonizioni          | Espulsioni           | Presenze         | Reti             | Ammonizioni      | Espulsioni       | Presenze | Reti   | Ammonizioni | Espulsioni |
| ---------------- | ----------------- | ----------------- | ----------------- | ----------------- | -------------------- | -------------------- | -------------------- | -------------------- | ---------------- | ---------------- | ---------------- | ---------------- | -------- | ------ | ----------- | ---------- |
| F. Abt           | -                 | -                 | -                 | -                 | 2                    | -1                   | 1                    | 0                    | -                | -                | -                | -                | 2        | -1     | 1           | 0          |
| A. Blässe        | 9                 | 0                 | 0                 | 0                 | 1                    | 0                    | 0                    | 0                    | 3                | 0                | 0                | 0                | 13       | 0      | 0           | 0          |
| R. Blomqvist     | 4                 | 2                 | 0                 | 0                 | 1                    | 0                    | 0                    | 0                    | 2                | 0                | 0                | 0                | 7        | 2      | 0           | 0          |
| P. Bremer        | 4                 | 2                 | 0                 | 0                 | -                    | -                    | -                    | -                    | -                | -                | -                | -                | 4        | 2      | 0           | 0          |
| L. Cordes        | 8                 | 0                 | 0                 | 0                 | 2                    | 0                    | 0                    | 0                    | 2                | 0                | 0                | 0                | 12       | 0      | 0           | 0          |
| L. Dickenmann    | 9                 | 1                 | 0                 | 0                 | 2                    | 0                    | 0                    | 0                    | 1                | 0                | 0                | 0                | 12       | 1      | 0           | 0          |
| S. Doorsoun      | 6                 | 1                 | 1                 | 0                 | 1                    | 0                    | 0                    | 0                    | 5                | 0                | 1                | 0                | 12       | 1      | 2           | 0          |
| L. Goeßling      | 14                | 5                 | 0                 | 0                 | 3                    | 1                    | 0                    | 0                    | 4                | 0                | 0                | 0                | 21       | 6      | 0           | 0          |
| L. Gräwe         | 1                 | 0                 | 0                 | 0                 | -                    | -                    | -                    | -                    | -                | -                | -                | -                | 1        | 0      | 0           | 0          |
| K. Hendrich      | 15                | 2                 | 0                 | 0                 | 2                    | 0                    | 0                    | 0                    | 4                | 0                | 0                | 0                | 21       | 2      | 0           | 0          |
| S. Huth          | 16                | 3                 | 0                 | 0                 | 3                    | 1                    | 0                    | 0                    | 5                | 0                | 0                | 0                | 24       | 4      | 0           | 0          |
| Z. Jakabfi       | 14                | 10                | 0                 | 0                 | 3                    | 4                    | 0                    | 0                    | 4                | 2                | 0                | 0                | 21       | 16     | 0           | 0          |
| D. Janssen       | 14                | 3                 | 0                 | 0                 | 3                    | 1                    | 0                    | 0                    | 5                | 2                | 0                | 0                | 22       | 6      | 0           | 0          |
| J. Kassen        | -                 | -                 | -                 | -                 | -                    | -                    | -                    | -                    | -                | -                | -                | -                | -        | -      | -           | -          |
| K. Kiedrzynek    | 16                | -11               | 0                 | 0                 | 1                    | 0                    | 0                    | 0                    | 5                | -2               | 0                | 0                | 22       | -13    | 0           | 0          |
| L. Oberdorf      | 15                | 6                 | 5                 | 0                 | 3                    | 4                    | 0                    | 0                    | 2                | 1                | 1                | 0                | 20       | 11     | 6           | 0          |
| E. Pajor         | 2                 | 1                 | 0                 | 0                 | 1                    | 1                    | 0                    | 0                    | 3                | 0                | 0                | 0                | 6        | 2      | 0           | 0          |
| A. Popp          | 10                | 4                 | 0                 | 0                 | 1                    | 2                    | 0                    | 0                    | 3                | 2                | 1                | 0                | 14       | 8      | 1           | 0          |
| F. Rauch         | 16                | 2                 | 1                 | 0                 | 3                    | 1                    | 0                    | 0                    | 5                | 1                | 0                | 0                | 24       | 4      | 1           | 0          |
| F. Rolfö         | 9                 | 1                 | 0                 | 0                 | 3                    | 0                    | 0                    | 0                    | 4                | 1                | 0                | 0                | 16       | 2      | 0           | 0          |
| K. Sævik         | 13                | 1                 | 0                 | 0                 | 2                    | 2                    | 0                    | 0                    | 4                | 0                | 0                | 0                | 19       | 3      | 0           | 0          |
| A. Schult        | -                 | -                 | -                 | -                 | -                    | -                    | -                    | -                    | -                | -                | -                | -                | -        | -      | -           | -          |
| I. Syrstad Engen | 15                | 1                 | 0                 | 0                 | 3                    | 0                    | 0                    | 0                    | 5                | 1                | 0                | 0                | 23       | 2      | 0           | 0          |
| S. van de Sanden | 10                | 1                 | 0                 | 0                 | 1                    | 1                    | 0                    | 0                    | 1                | 1                | 0                | 0                | 12       | 3      | 0           | 0          |
| J. Wedemeyer     | 14                | 1                 | 0                 | 0                 | 2                    | 0                    | 0                    | 0                    | 3                | 0                | 0                | 0                | 19       | 1      | 0           | 0          |
| P. Wolter        | 16                | 2                 | 0                 | 0                 | 3                    | 1                    | 0                    | 0                    | 3                | 1                | 0                | 0                | 22       | 4      | 0           | 0          |